# Battesimo di Cristo (Battistello Caracciolo)
Il Battesimo di Cristo è un dipinto olio su tela (116×145 cm) di Battistello Caracciolo databile tra il 1610 e il 1615 e conservato presso la Quadreria dei Girolamini di Napoli.

## Storia e descrizione
Il dipinto, citato per la prima volta dalla guida del Celano del 1692 nella sacrestia dei Girolamini, proviene con grande probabilità dalla collezione di Domenico Lercaro, facoltoso sarto e commerciante di tessuti che lasciò, con testamento del 1623, la sua collezione di opere d'arte alla Congregazione dell'Oratorio.
L'opera rappresenta un punto di svolta della carriera di Battistello, essendo datata agli anni giovanili del pittore; il dipinto si può considerare, infatti, il momento di maggior contatto con la pittura di Caravaggio, operante a Napoli nel 1607 e nel 1610. Il maestro napoletano utilizza la luce con la stessa forza del maestro lombardo per evidenziare la scena e dare risalto in modo naturalistico ai particolari delle figure; sia Cristo che il Battista sono colti nelle loro imperfezioni fisiche e anche gli indumenti semplici e poveri sono raffigurati in maniera realistica senza forme elaborate. Le figure sono rese non mediante un contorno definito, ma attraverso il contrasto di colori chiari e scuri. La luce che filtra tra le mani giunte di Cristo è uno dei punti di maggiore forza espressiva.
Il quadro ritrae san Giovanni che impartisce il Battesimo a Cristo Gesù, mentre la colomba, simboleggiante lo Spirito Santo, aleggia sulla scena.
Il dipinto è quasi un monocromo; i colori utilizzati sono il marrone ed il bianco con diverse tonalità. La tela, che ricorda nella struttura compositiva quella del Martirio di sant'Orsola (1610) di Caravaggio, pertanto da datare successivamente alla medesima, è dominata da una luce fredda, con i personaggi ripresi senza profondità scenica, disposti tutti vicini l'uno all'altro quasi a voler assumere un significato "allegorico". Nel quadro del Merisi è però solo la santa ad assumere un colorito argenteo, quasi a evidenziare il momento del martirio, mentre nel Battesimo, il Caracciolo avvolge in una luce lunare bronzea tutta la scena, che è dominata dal senso di angoscia incombente, premonizione del destino di entrambi i personaggi. Un ulteriore rimando ad una pittura del Caravaggio è riscontrabile nell'indumento che indossa il Cristo, analogo a quello della Flagellazione (1607) di Capodimonte, mentre il profilo del Battista appare simile a quello dell'Adamo ritratto nella pala dell'Immacolata Concezione con i santi Domenico e Francesco di Paola (1607-1608), sempre del Battistello e conservata nella chiesa di Santa Maria della Stella a Napoli.